# Aek Kanan
Aek Kanan is een bestuurslaag in het regentschap Padang Lawas Utara van de provincie Noord-Sumatra, Indonesië. Aek Kanan telt 1168 inwoners (volkstelling 2010).